# Loxosceles spadicea
Loxosceles spadicea là một loài nhện trong họ Sicariidae.
Loài này thuộc chi Loxosceles. Loxosceles spadicea được miêu tả năm 1907 bởi Eugène Simon.